# Aranyosapáti
Aranyosapáti – wieś w północno-wschodniej części Węgier, w pobliżu miasta Vásárosnamény oraz granicy z Ukrainą. Wieś liczy 1 979 mieszkańców (2012) i zajmuje obszar 2,68 km².

## Położenie
Miejscowość leży na obszarze Wielkiej Niziny Północnej wchodzącej w skład Wielkiej Niziny Węgierskiej, w pobliżu granicy ukraińskiej nad rzeką Cisa. Administracyjnie należy do powiatu Vásárosnamény, wchodzącego w skład komitatu Szabolcs-Szatmár-Bereg.